# Операция «Возвращение домой» (1973)
Операция «Возвращение домой» (англ. Homecoming) — американское название процедуры репатриации американских военнослужащих, попавших в плен в ходе Вьетнамской войны.
Согласно Парижскому соглашению о прекращении огня и восстановлении мира во Вьетнаме, стороны должны были обменяться пленными, захваченными за время боевых действий. Операция «Homecoming» проводилась силами ВВС США, обеспечивавших транспортировку американских военнопленных из Северного Вьетнама (в основном самолётами C-141). Репатриация продолжалась с 12 февраля по 1 апреля 1973 года. В общей сложности был освобождён 591 американский гражданин, в том числе 457 человек, попавших в плен в Северном Вьетнаме (почти все — лётчики), 122 — в Южном Вьетнаме, 9 — в Лаосе, 3 — в Китае. В общее число репатриированных входят 25 гражданских консультантов и специалистов. Некоторые из освобождённых находились в плену по восемь лет.